# Fuerza Aérea de Níger
La Fuerza Aérea de Níger es el componente aéreo de las Fuerzas Armadas Nigerinas, la fuerza aérea de Níger se encarga de la vigilancia y protección del espacio aéreo nigerino.

## Historia
La predecesora de la Fuerza Aérea de Níger, la Escuadrilla Nacional de Níger (en francés: Escadrille Nationale du Niger) se formó por primera vez en 1961, más tarde se reestructuró en el Ala Aérea Nacional (en francés: Groupement Aérien National) en 1989. Antes de 2003, las fuerzas armadas de Níger (en francés: Forces armées nigériennes) (FAN) se agruparon, con un Jefe de Estado Mayor que supervisaba tanto las fuerzas terrestres como el Ala Aérea Nacional, tras una reestructuración organizativa en 2003, las fuerzas armadas de Níger se estructuraron en dos ramas de servicio principales: el Ejército de Níger (en francés: Armée de terre) para todas las fuerzas terrestres y la Fuerza Aérea de Níger (en francés: Armée de l'air), cada rama estaba dirigida por un Jefe de Estado Mayor, responsable a su vez ante el Jefe del Estado Mayor Conjunto de las Fuerzas Armadas Nigerinas, como parte de esta nueva estructura, el Ala Aérea Nacional pasó a llamarse Fuerza Aérea de Níger (en francés: Force aérienne du Niger), en diciembre de 2003. La Fuerza Aérea de Níger, es dirigida por el Jefe del Estado Mayor de la Fuerza Aérea, responsable ante el Jefe del Estado Mayor Conjunto de las FAN y el ministro de Defensa nigerino. 

## Estructura
Organizativamente, la fuerza aérea está formada por una Oficina del Jefe del Estado Mayor, unidades de operación (en francés: escadrons), unidades técnicas, una compañía militar de infantería (compagnie de fusilliers) y personal general. El Jefe del Estado Mayor de la Fuerza Aérea de Níger, es el coronel Abdoul Kader Amirou (Chef d'état major). 

## Capacitación
Por el momento, no hay instalaciones de entrenamiento especial de la fuerza aérea en Níger. El entrenamiento básico de los reclutas de la Fuerza Aérea se lleva a cabo en la base de Tondibia, junto con los reclutas de otras ramas del servicio militar. Los oficiales, pilotos y mecánicos de la fuerza aérea también reciben capacitación en Francia, Estados Unidos y varios países del África del Norte, como Marruecos, en la academia de la Real Fuerza Aérea de Marruecos en Marrakech, y en Argelia, además, se realizan actividades de capacitación local con socios extranjeros (Estados Unidos, Francia, etc.) para actualizar las habilidades de las tropas. En 2014, una compañía logística fue entrenada y equipada por Estados Unidos con camiones militares, combustible, agua potable, ambulancias y vehículos todoterreno con tracción en las cuatro ruedas (4x4) armados. La Fuerza Aérea de los Estados Unidos tiene dos bases aéreas en Níger, la base aérea número 101 cerca de Niamey y la base aérea número 201 cerca de Agadez.

## Aeronaves
El inventario de aeronaves de la Fuerza Aérea de Níger es modesto, aunque ha aumentado con nuevas adquisiciones a partir de 2008, y más asistencia de Francia y Estados Unidos. Esta expansión de la capacidad está guiada por la necesidad de una mejor patrulla fronteriza, tras la crisis en Libia y Malí.

### Aviones
| Nombre                  | Fotografía | Origen         | Tipo                                       | Unidades | Fabricante                   | Ref.        |
| ----------------------- | ---------- | -------------- | ------------------------------------------ | -------- | ---------------------------- | ----------- |
| Sukhoi Su-25            |            | Rusia          | Avión de ataque a tierra                   | 2        | Sukhoi                       | [ 3 ] [ 4 ] |
| Diamond DA42 Twin Star  |            | Austria        | Avión de entrenamiento                     | 2        | Diamond Aircraft Industries  |             |
| TAI Hürkuş              |            | Turquía        | Avión de entrenamiento                     | 2        | Turkish Aerospace Industries | [ 5 ]       |
| Dornier Do 228          |            | Alemania       | Avión comercial STOL                       | 1        | Dornier Flugzeugwerke        |             |
| Lockheed C-130 Hercules |            | Estados Unidos | Avión de transporte táctico                | 3        | Lockheed Martin              | [ 6 ] [ 7 ] |
| Beechcraft King Air     |            | Estados Unidos | Avión utilitario                           | 1        | Beechcraft                   |             |
| Cessna 208 Caravan      |            | Estados Unidos | Avión utilitario y avión de reconocimiento | 4        | Cessna                       | [ 8 ]       |

### Drones
| Nombre        | Fotografía | Origen  | Tipo | Unidades | Fabricante | Ref.  |
| ------------- | ---------- | ------- | --- | -------- | ---------- | ----- |
| Bayraktar TB2 |            | Turquía | Vehículo aéreo de combate no tripulado (UCAV) y Vehículo aéreo no tripulado de gran autonomía y altitud media (MALE UAV) | 6        | Baykar     | [ 9 ] |

### Helicópteros
| Nombre                     | Fotografía | Origen         | Tipo                                       | Unidades | Fabricante                           | Ref.   |
| -------------------------- | ---------- | -------------- | ------------------------------------------ | -------- | ------------------------------------ | ------ |
| Mil Mi-17                  |            | Rusia          | Helicóptero de transporte militar          | 2        | Fábrica de helicópteros Mil de Moscú | [ 10 ] |
| Mil Mi-24                  |            | Rusia          | Helicóptero armado y helicóptero de ataque | 1        | Fábrica de helicópteros Mil de Moscú |        |
| Bell 412                   |            | Estados Unidos | Helicóptero utilitario                     | 2        | Bell Helicopter                      | [ 11 ] |
| Aérospatiale SA341 Gazelle |            | Francia        | Helicóptero utilitario                     | 5        | Aérospatiale                         | [ 12 ] |